# Table Mountain, Antarktis
Table Mountain är ett berg i Antarktis. Det ligger i Östantarktis. Nya Zeeland gör anspråk på området. Toppen på Table Mountain är 2 045 meter över havet, eller 502 meter över den omgivande terrängen. Bredden vid basen är 4,1 km.
Terrängen runt Table Mountain är kuperad åt sydväst, men åt nordost är den bergig. Trakten är obefolkad. Det finns inga samhällen i närheten.